# Élodie Godin
Élodie Godin (Cherbourg, Francia, 5 de julio de 1985) es una jugadora de baloncesto francesa. 